# Toila
Toila (em estoniano:  Toila vald) é um município rural estoniano localizado na região de Ida-Virumaa.